# 雷塞 (盧漢斯克區)
48°28′30″N 39°35′21″E / 48.47500°N 39.58917°E
雷塞（烏克蘭語：Лисе）是位於烏克蘭東部的村莊，由盧甘斯克州卢甘斯克区的青年近衛軍村市鎮負責管轄。該村始建於1956年，面積1.95平方公里，海拔高度163米，2001年人口458，人口密度每平方公里235.1人。